# Marie-Aurelle Awona
Marie-Aurelle Awona, née le 2 février 1993 à Yaoundé, est une footballeuse franco-camerounaise évoluant au poste de défenseur.

## Carrière

### Carrière en club
Marie-Aurelle Awona évolue durant sa jeunesse en faveur de l'US Fontenay-sous-Bois de 2001 à 2004, puis de l'US Cergy Clos de 2004 à 2005, et endin du Cergy-Pontoise FC de 2005 à 2007.
Elle évolue ensuite de 2007 à 2009 au Domont FC, jouant notamment 14 matches de troisième division. Elle rejoint à l'été 2009 Le Mans Union Club 72, avec lequel elle réalise ses débuts en première division lors de la saison 2010-2011. Elle joue à compter de l'été 2011 à l'ASJ Soyaux, puis au Dijon FCO de 2018 à 2020. Elle signe au Stade de Reims en 2020.
En 2021, elle rejoint la Serie A et le Napoli.
Elle devient la saison suivante une joueuse du SC Braga au Portugal.
En août 2023, elle part au Japon et s'engage avec le MyNavi Sendai.

### Carrière en sélection
Elle évolue au sein de l'équipe de France des moins de 16 ans en 2009, jouant deux matchs, ainsi qu'au sein de l'équipe de France des moins de 19 ans entre 2011 et 2012, jouant trois matches.
Elle décide en décembre 2014 de jouer avec l'équipe du Cameroun. 
Elle dispute avec le Cameroun la Coupe du monde féminine 2015. Lors du mondial organisé au Canada, elle joue deux matchs : contre la Suisse, et la Chine.
Elle joue ensuite la Coupe d'Afrique des nations 2016. Le Cameroun s'incline en finale face au Nigeria. En 2019, elle est retenue dans la sélection nationale du Cameroun pour la Coupe du monde de football féminin 2019.
Elle est appelée en équipe du Cameroun pour disputer la Coupe d'Afrique des nations 2022.

## Palmarès
- Finaliste de la Coupe d'Afrique des nations 2016 avec l'équipe du Cameroun
- Troisième de la Coupe d'Afrique des nations 2018 avec l'équipe du Cameroun